# Do You Know Where You're Going to
Do You Know Where You're Going To (ou Theme from Mahogany), est une chanson de Michael Masser (en) (musique) et de Gerry Goffin (paroles), initialement enregistrée par la chanteuse américaine Thelma Houston en 1973, et plus connue à la suite de sa reprise par Diana Ross comme le thème du film Mahogany en 1975.

En France, la chanson a été interprétée par Nicole Rieu sous le titre En courant, d'après une adaptation de Pierre Delanoë.